# Rowan's Battle of Britain
Rowan's Battle of Britain, conocido también como Battle of Britain, es un juego de simulación de combate aéreo de la Segunda Guerra Mundial, ambientado en la Batalla de Inglaterra en 1940.

## Jugabilidad
La simulación del combate aéreo tiene tanto aviones de la RFA como Luftwaffe, contando con más de 800 millas cuadradas (2.100 km²) de cielo y cientos de aeronaves.

## Recepción
El juego ha recibido reseñas «generalmente favorables» de acuerdo con el sitio web agregador de reseñas Metacritic. Samuel Bass de NextGen dijo que el juego es «detallado, hermoso, y pulido a la enésima potencia, este es el simulador de Segunda Guerra Mundial que todos hemos estado esperando».

## Secuelas
El juego ha tenido dos remakes: uno en 2005, titulado Battle of Britain II: Wings of Victory, hecho por Shockwave Productions, Inc.; y otro en 2007, titulado Air Battles: Sky Defender, hecho por Wild Hare Entertainment, una versión modificada del remake anterior con un estilo de juego más arcade.

## Legado
Cuando terminó el soporte del juego, el código fuente del juego fue liberado por Rowan Software bajo la «licencia de Empire Interactive» en 2001. Tras la liberación del código fuente, un grupo de la comunidad del juego se encargó del soporte y produjo varios parches no oficiales hasta el 2005.